# Intercader
Intercader is een geslacht van wantsen uit de familie van de Tingidae (Netwantsen). Het geslacht werd voor het eerst wetenschappelijk beschreven door Golub & Popov in 1998.

## Soorten
Het genus bevat de volgende soorten:

- Intercader saxonicus Golub & Popov, 2007
- Intercader uniseriatus Golub & Popov, 2005
- Intercader velteni Golub & Popov, 2002
- Intercader weitschati Golub & Popov, 1998